# ماونت أند بليد
ماونت أند بليد (بالإنجليزية Mount & Blade) هي لعبة أكشن تقمص الأدوار لنظام تشغيل مايكروسوفت ويندوز أنتجتها شركة TaleWorlds التركية ونشرتها شركة بارادوكس إنتراكتيف (بالإنجليزية Paradox Interactive) السويدية

## التقييم
كانت اغلب التقييمات التي حصلت عليها اللعبة جيدة فقد حصلت علي تقييم 72/100 من ميتاكريتيك و علي 73% من جيم رانكينجز و 8/10 من آي جي إن و علي 5/5 من جيم برو

## روابط خارجية
- ماونت أند بليد على موقع IMDb (الإنجليزية)